# 谢建军
谢建军（1970年2月—），湖南省沅陵县人，中华人民共和国政治人物。曾任中共辰溪县委书记、辰溪县人民政府县长。

## 生平
1970年2月，谢建军出生在湖南省沅陵县。
1987年，谢建军进入怀化师范专科学校学习，1989年毕业后在怀化地区财校沅陵分校执教，其间的1991年至1993年在上海财经大学财经系学习并获经济学学士学位。
1993年7月，谢建军成为怀化地区行政公署驻广西防城港办事处的一名干部，正式进入政界。次年4月调任靖州苗族侗族自治县江东乡人民政府副乡长、党委副书记，一年后的11月晋升乡长。1995年11月加入中国共产党。1999年2月，谢建军出任靖州苗族侗族自治县计划委员会副主任，同年12月出任怀化市人民代表大会常务委员会财经委员会主任科员。2002年7月，谢建军调任中共麻阳县委常委、宣传部长，2007年10月转任纪委书记。2008年6月，谢建军出任中共怀化市纪委常委、秘书长，2012年2月出任怀化市监察局副局长，同年10月转任纪委副书记。2016年9月，谢建军调任中共辰溪县委副书记、县人民政府党组书记、副县长、代理县长（11月正式任县长）。2021年4月，谢建军升任中共辰溪县委书记。

### 落马
2024年5月14日，谢建军涉嫌“严重违纪违法”，主动投案，接受湖南省纪委监委纪律审查和监察调查，10月遭到开除党籍开除公职处分，11月遭到逮捕。